# Societatea Cenaclul Idealist
Societatea Cenaclul Idealist  a fost un cenaclu literar-artistic cu caracter simbolist, fondat în anul 1915 de Alexandru Severin și Ignat Bednarik, sub patronajul principesei Elisabeta și a principelelui Carol.
Cenaclul înființat de Severin, inspirat de cenaclurile protectorului său, Alexandru Macedonski, se dorea un echivalent al Salonului de Toamnă parizian și o continuare și completare a Tinerimii Artistice bucureștene.
Printre membrii săi s-au aflat pictorii Ignat Bednarik, Elena Alexandra Barabaș Bednarik, Alexandru Severin, Alexandru Ioțu, Elena Popea, Ionel Ioanid, Alexandru Poitevin-Skeletti, Ionescu Doru, Dimitrie Mihăilescu, Kimon Loghi, Paul Popescu, Alexis Macedonski, Leon Biju.

## Înființarea societății

### Premise
Prin adoptarea după anul 1910 de către Tinerimea artistică a unor criterii mai restrictive în ce privește invitarea unor artiști pentru a  participa la manifestările organizate de către societate, situație care era similară pentru Societatea „Cercul artistic”, s-au creat în mod firesc multe animozități între artiștii români. În plus, exista o diferență între modul în care se selectau lucrările care urmau să participe la expoziții. Dacă invitații vârstnici considerau că lucrărilor lor nu trebuiau jurizate pentru selecție spre deosebire de cele ale membrilor societății care erau scutite, invitații din generația tânără spuneau că în ce-i privește, juriile trebuie să manifeste mai multă indulgență, tocmai pentru a le oferi un sprijin în lansarea lor ca artiști plastici. În schimb, indignarea generală indiferent de vârstă, era atitudinea excesiv de exigentă, mai ales că în jurii nu existau reprezentanți ai invitațiilor, în alegerea lucrărilor de un înalt nivel calitativ care să se apropie măcar de cele ale membrilor societății. Chiar dacă lucrările celor ce erau invitați treceau testul de selecție, ele erau expuse pe simeze în locuri neavantajoase vizual, pe lângă ferestre, uși sau locuri întunecoase. Din aceste ultime motive, lucrările erau net dezavantajate prin comparație cu cele ale societarilor. Cu toate că artiștii, care nu făceau parte din societățile artistice amintite, criticau sistemul impus de către acestea, ei au acceptat să participe la manifetările organizate în acei ani. 

### Fondatorii
Ca urmare a stării de nemulțumire a artiștilor neînregimentați în principalele două societăți artistice ale timpului, un grup de tineri absolvenți ai Școlii de Belle-Arte din București au luat o atitudine de frondă vis-a-vis de tratamentul la care erau cu toții supuși. Ei au refuzat să participe la expozițiile celor două organizații și au inițiat înființarea unor noi societăți artistice care să nu trateze discreționar expozanții. Cea mai cunoscută dintre acestea a fost Societatea Cenaclul idealist, care a coagulat în jurul ei pe elevii lui George Demetrescu Mirea. Ea fost înființată „... cu mari greutăți și multe stăruințe din partea inițiatorilor". În fruntea fondatorilor era sculptorul Alexandru Severin.
Societatea și-a propus cu modestie „... să alcătuiască expozițiuni colective de artă, stabilind astfel raporturi mai amicale între artiști și susținerea reciprocă a intereselor lor". Încă de la fondarea ei, societatea a trecut cu febrilitate la organizarea unei expoziții care s-a deschis în Salonul de Geografie a Ateneului Român la începutul lui decembrie 1915.

## Manifestări artistice

### Expoziția din decembrie 1915
Prin comparație cu expozițiile similare ale Tinerimii artistice sau cele ale Cercului artistic, la această manifestare s-au prezentat pe lângă lucrări din domeniul sculpturii și picturii sau graficii și numeroase de broderii cu acul făcute după pictură, precum și obiecte de mobilier. Cronica de presă a menționat o serie de artiști care făceau parte dintre membrii fondatori ca Sofronie Constantinescu cu peisaje și diferite studii, Dumitru Braiescu, Leon Biju cu interioare, Ionescu Doru cu lucrarea intitulată Singurătate ce a fost cumpărată de către Muzeul Simu, Comănescu cu capete de expresie, Ignat Bednarik, Paul Popescu-Molda, Norocea, Elena Popea, Alexandru Poitevin-Scheletti și sculptorii Alexandru Călinescu, Horia Boambă, Alexandru Severin și Dimitrie Mihăilescu. Severin a prezentat nu mai puțin de patruzeci de lucrări.
Împreună cu toți artiștii pomeniți, a mai participat arhitectul Constantin Iotzu cu obiecte de mobilier și Elena Nestorescu cu broderii cu acul după picturi.

### Expoziția din februarie 1935
În anul 1935, Alexandru Severin, fondatorul și președintele Cenaclului idealist, ajutat de foștii membri societari - Leon Biju, Dumitru Braiescu și Paul Popescu-Molda, au făcut demersurile reînființării societății, rămasă în inactivitate din momentul intrării României în primul război mondial. Inițiativa lor a fost respinsă de majoritatea celorlalți foști colegi de societate. Această stare de fapt nu a reușit să-i demotiveze pe inițiatori deoarece au atras în cadrul organizației, mai mulți colegi de generație ce doreau ca arta lor să atingă idealul artistic propovăduit de academismul insuflat pe vremurile studenției lor de către G.D. Mirea. Cum Mirea devenise președintele de onoare al noului Cenaclu idealist, prin condescendență s-a alipit mișcării și gravorul Gabriel Popescu.
Comitetul de conducere a organizat o expoziție care s-a deschis în luna februarie 1935. Ea a fost gândită ca o manifestare a simpatiei și venerației pe care membrii societari o aveau pentru mentorul lor G.D. Mirea ce tocmai intrase la pensie. Au fost expuse lucrări ale celor doi maeștrii celebrați de ei - G.D. Mirea și Gabrie Popescu - și ca o comemorare, lucrări realizate de către Oprișan Rădulescu, considerat în trecut o mare speranță și care a decedat în anul 1906. Pe lângă cei trei sărbătoriți, au mai expus Leon biju, Dumitru Braiescu, Honoriu Boicescu, Sever Burada, Zoe Cuclin, George Chirovici, George Catargi, Honoriu Crețulescu, Nicolae Grant, Ion Gheorghiță, Constantin Isache, Ionel Ioanid, Emilian Lăzărescu, Petrescu Dragoe, Paul Popescu-Molda, Pejin, Spiridon Georgescu și Alexandru Severin. A exitat și o expoziție de fotografie susținută de Stelian Petrescu ce a adus vederi din România și „... dintr-o scăpare regretabilă a organizatorilor" fotografii după picturi realizate de Nicolae Grigorescu, cel care era dat mai mereu ca exemplu negativ de G.D. Mirea. Expoziția a fost ignorată în totalitate de către cronica artistică a presei din acel an.

## Destrămarea societății
După închidere expoziției deschisă în luna decembrie 1915, s-a proiectat organizarea unei noi manifestări expoziționale. Aceasta a rămas doar în stadiul de proiect, deoarece România a intrat în primul război mondial în postura de combatant alături de puterile Antantei. După terminarea războiului, membrii societari au abandonat-o. Unii dintre ei au plecat în străinătate pentru studii artistice, alții s-au alipit unor alte societăți care s-au înființat după război.
În Anul 1935, unii dintre membri ai fostei societăți Cenaclul idealist, din motive sentimentale au dorit o revitalizare a ei. Ca urmare, au reușit să mai organizeze o expoziție a societății. După închiderea expoziției din anul 1935, nu se mai știe nimic despre alte manifestări artistice pe care aceasta le-ar fi organizat.